# Witold Gombrowicz
Witold Marian Gombrowicz (Lengyelország, Małoszyce, 1904. augusztus 4. – Franciaország, Vence, 1969. július 25.) lengyel regényíró, novellista és drámaíró.
Egyedül azt várom el az embertől, hogy a világnézete ne vegye el a józan eszét.

## Életrajza
Nemesi családban született 1904-ben. 1911-ben családjával együtt Varsóba költözött. A gimnázium elvégzése után, 1922-ben a Varsói Egyetem jogi karára iratkozott be, ahol 1927-ben végzett. Közel egy évet Franciaországban töltött. Visszatérte után megkezdte bírói gyakorlatát, amelyet azonban csakhamar odahagyott. Írói próbálkozásait az 1920-as években kezdte meg. A két világháború közötti Lengyelországban írta meg Ferdydurke című regényét, amely máig nagy népszerűségnek örvend.
A második világháború kitörése Argentínában érte, ahová egy hónappal korábban utazott egy új óceánjáró hajóval, és úgy határozott, hogy Buenos Airesben marad. Itt 1947 és 1955 között a „Banco Polaco” (Lengyel Bank) hivatalnoka. Művei 1953-tól kezdtek el megjelenni, többnyire a párizsi lengyel emigráns Instytut Literacki (Irodalmi Intézet) kiadásában, és ebben az évben kezdte el írni később háromkötetesre bővült Naplóját, amely életművének egyik sarokpontja.
1963-ban egy ösztöndíjjal Nyugat-Berlinbe, majd rövidesen Franciaországba utazott. Itt ismerkedett meg egy kanadai francia diáklánnyal, aki később Rita Gombrowicz néven a felesége, majd hagyatékának gondozója lett. A Nizza melletti Vence-ban halt meg asztmában 1969-ben.
Művei Lengyelországban a rendszerváltást megelőzően csak töredékesen jelentek meg. Drámáit játszották, ugyanakkor Gombrowicz kikötötte, hogy regényeit csak abban az esetben adhatják ki, ha a naplóját is megjelentetik, amit a cenzúra nem engedélyezett, így ezekre 1989-ig várni kellett. Életművének szülőhazájában és külföldön egyaránt kiterjedt irodalma van. Születésének századik évfordulóját, 2004-et Lengyelországban hivatalosan Gombrowicz-évvé nyilvánították.
A biszexualitását nyíltan vállaló író munkássága újabban politikai viták kereszttüzébe került, mivel Roman Giertych lengyel oktatásügyi miniszter – műveit „homoszexuális propagandának” minősítve – azt javasolta, Gombrowicz kerüljön ki a kötelező iskolai tananyagból.

## Életműve

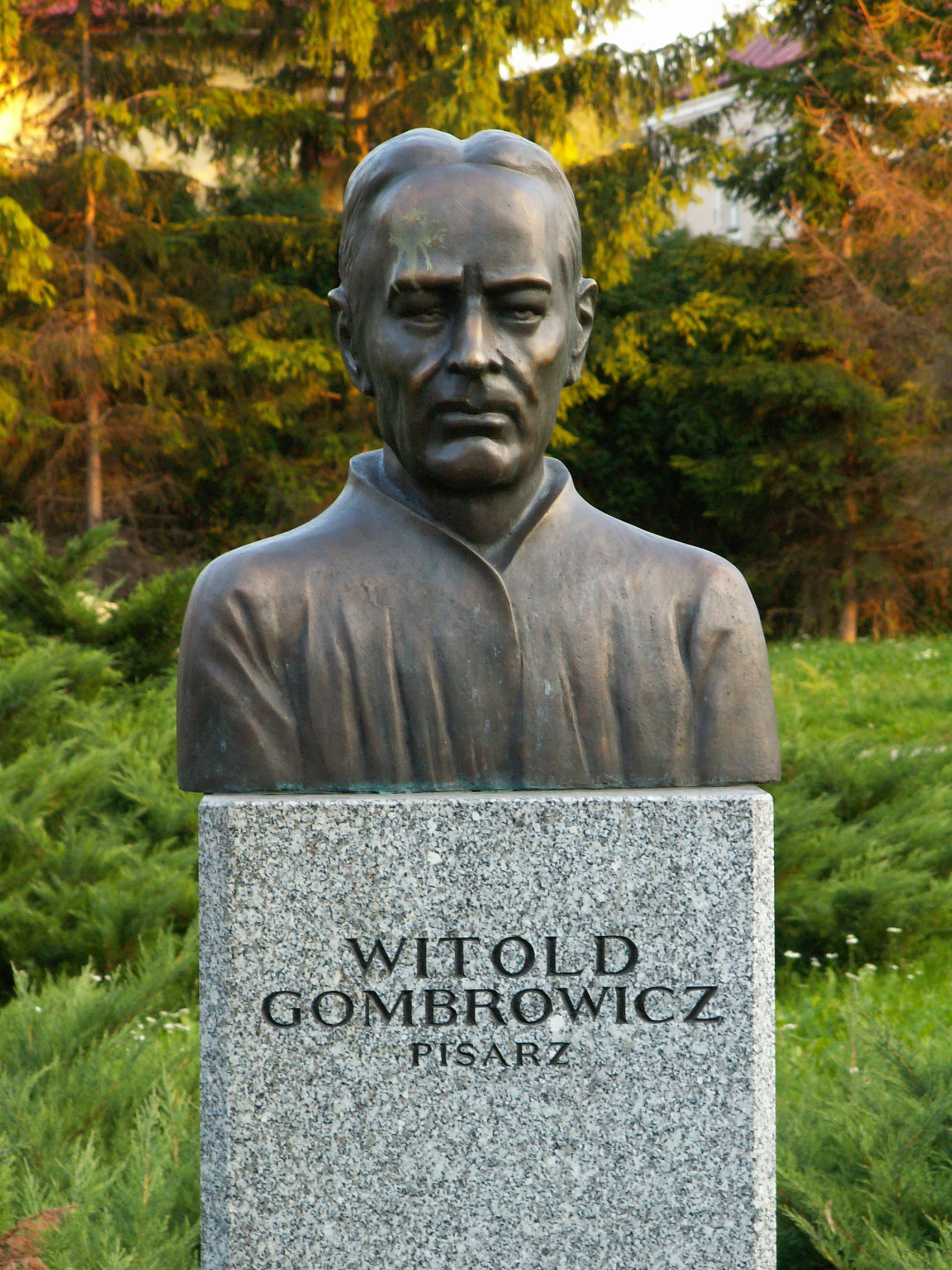
Witold Gombrowicz mellszobra Kielcében

- Pamiętnik z okresu dojrzewania (Rój, Varsó, 1933)
- Ferdydurke (regény, Rój, Varsó, 1937, magyarul: Ferdydurke, Kerényi Grácia fordítása, 1982, később Körner Gábor fordításában is, 2001)
- Opętani (regény, 1939, magyarul: Megszállottak, Körner Gábor fordítása, 2008)
- Trans-Atlantyk (regény, Instytut Literacki, Párizs, 1953, magyarul: Transz-Atlantik, Kerényi Grácia és Fejér Irén fordítása, 1987, később Körner Gábor fordításában is, 2006)
- Ślub (dráma, Instytut Literacki, Párizs, 1953, magyarul: Esküvő, Spiró György fordítása)
- Dziennik 1953-1956 (napló, Instytut Literacki, Párizs, 1957, magyarul: Napló 1953-1956, Pályi András fordítása, 2000)
- Bakakaj (elbeszélések, Wydawnictwo Literackie, Krakkó, 1957, magyarul: Cselédlépcsőn, Körner Gábor és Pálfalvi Lajos fordítása, 1997)
- Iwona, księżniczka Burgunda (dráma, PIW, Varsó, 1958, magyarul: Yvonne, burgundi hercegnő, Pályi András fordítása)
- Pornografia (regény, Instytut Literacki, Párizs, 1960, magyarul: Pornográfia, Fejér Irén fordítása, 1987)
- Dziennik 1957-1961 (napló, Instytut Literacki, Párizs, 1961)
- Kosmos (regény, Instytut Literacki, Párizs, 1965, magyarul: Kozmosz, Körner Gábor fordítása, 1998)
- Dziennik 1961-1966 (napló, Instytut Literacki, Párizs, 1966)
- Operetka (dráma, Instytut Literacki, Párizs, 1966, magyarul: Operett, Eörsi István és Pályi András fordítása)
- Rozmowy z Gombrowiczem (Dominique de Roux, Instytut Literacki, Párizs, 1969)
- Wspomnienia polskie. Wędrówki po Argentynie (Instytut Literacki, Párizs, 1977)

## Magyarul
- Napló. Részlet; ford. Pályi András; AB Független, Bp., 1982
- Ferdydurke; ford. Kerényi Grácia; Magvető, Bp., 1982 (Világkönyvtár)
- Drámák; ford. Eörsi István, Pályi András, Spiró György, utószó Pályi András; Európa, Bp., 1984 (Drámák)
- Transz-Atlantik / Pornográfia; ford. Kerényi Grácia, Fejér Irén; Magvető, Bp., 1987 (Világkönyvtár)
- Testamentum; ford. Pálfalvi Lajos; Pesti Szalon, Bp., 1993
- Cselédlépcsőn; ford. Körner Gábor, Pálfalvi Lajos; Magvető, Bp., 1997
- Kozmosz; ford. Körner Gábor, előszó Pályi András; Kalligram, Pozsony, 1998
- Drámák; ford. Eörsi István et al., szerk., előszó Pályi András; Pesti Kalligram, Bp., 1998 (ebben szerepel a Történelem [Historia] című, korábban magyarul meg nem jelent dráma is, Körner Gábor fordításában)
- Napló. 1953-1956; ford., előszó, jegyz. Pályi András, szerk. Reiman Judit; Kalligram, Pozsony, 2000
- Ferdydurke; ford. Körner Gábor, szerk., előszó Pályi András; Pesti Kalligram, Bp., 2001
- Transz-Atlantik; ford. Körner Gábor; Kalligram, Pozsony, 2006
- Megszállottak; ford. Körner Gábor; Kalligram, Pozsony, 2008

## Külső hivatkozások
- Witold Gombrowicz Archiválva 2010. december 31-i dátummal a Wayback Machine-ben
- Witold Gombrowicz életműve (lengyelül)
- Gombrowicz élete és munkássága[halott link] (lengyelül)
- Witold Gombrowicz művei a Magyar Elektronikus Könyvtárban
- Gomrowicz életrajza magyarul és részlet műveiből Bábel Web Antológia
- Institut national de l'audiovisuel (INA)